# Rudolf Berthold
Vous lisez un « bon article » labellisé en 2022.
Pour les articles homonymes, voir Berthold.
Rudolf Berthold (né le 24 mars 1891 à Maroldsweisach et mort le 15 mars 1920 à Harbourg) est un as de l'aviation allemande de la Première Guerre mondiale. De 1916 à 1918, il abat 44 avions ennemis, dont 16 avec une seule main valide. La persévérance de Berthold, sa bravoure et sa volonté de retourner inlassablement au combat malgré ses multiples blessures ont fait de lui l'un des pilotes allemands les plus célèbres de la Première Guerre mondiale.
Berthold entre dans l'armée impériale allemande en 1909 et paie ses propres leçons de pilotage, obtenant son brevet en septembre 1913. Il est l'un des aviateurs pionniers de la Première Guerre mondiale, effectuant des missions de reconnaissance cruciales pendant l'invasion de la France en 1914. Ses observations influencent notamment les dispositions des troupes allemandes lors de la première bataille de l'Aisne. En 1915, il devient l'un des premiers as de l'aviation de l'histoire. Il prend le commandement de l'une des premières unités de chasseurs en août 1916, période durant laquelle il remporte cinq victoires avant d'être gravement blessé lors d'un accident. Il est alors hospitalisé pendant quatre mois et subit de lourds traitements aux stupéfiants. À sa sortie de l'hôpital, il reprend immédiatement le service actif et commande successivement deux des premières unités de chasse allemandes, alors qu'il ne s'est pas encore entièrement remis de ses blessures. Lorsqu'il est de nouveau blessé le 24 avril 1917, il a douze victoires à son actif, pour lesquelles il est décoré de la plus haute distinction allemande, la croix Pour le Mérite. Le 18 août, il se soustrait une fois de plus aux soins médicaux afin de pouvoir retourner au combat.
Au cours des semaines suivantes, il remporte seize autres victoires avant d'être estropié par une balle britannique le 10 octobre 1917. Alors qu'il risque d'être amputé d'un bras, Berthold est sauvé par sa sœur Franziska, qui a les relations nécessaires pour le faire soigner par un spécialiste. Alité jusqu'en février 1918, Berthold reprend du service pour commander l'une des premières escadres de chasse du monde, le Jagdgeschwader II. Le 28 mai, il recommence à se battre, et, bien que pilotant d'une seule main et sous l'influence de stupéfiants, il abat quatorze avions ennemis supplémentaires jusqu'au 8 août 1918. Le 10 août, il abat ses deux dernières victimes avant d'être lui-même abattu. Après deux jours à l'hôpital, il s'enfuit une nouvelle fois pour retourner au combat. C'est seulement parce qu'il en reçoit l'ordre du Kaiser en personne qu'il  accepte de rester en convalescence, situation dans laquelle il demeure jusqu'à la fin de la guerre.
Dans l'Allemagne d'après-guerre, Rudolf Berthold organise et commande un Freikorps avec lequel il prend part à l'écrasement de la République des conseils de Bavière et aux combats contre les Bolcheviks en Lettonie. De retour en Allemagne et toujours à la tête de son corps franc, l'ancien as est lynché et exécuté le 15 mars 1920 à Harbourg en marge du putsch de Kapp, auquel il participe.

## Jeunesse

### Enfance et éducation

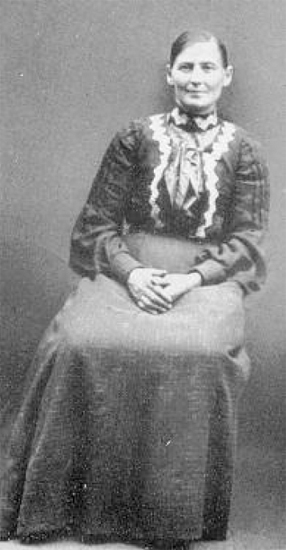
Helene Stief Berthold, la mère de Rudolf Berthold, à la fin de sa vie.

Oskar Gustav Rudolf Berthold naît le 24 mars 1891, à Ditterswind, dans le royaume de Bavière. Il est le sixième enfant de l'Oberförster (chef forestier) Oskar Berthold. Le jeune enfant, familièrement appelé Rudolf, est le premier né d'Helene Stief Berthold, la seconde épouse d'Oskar. La première épouse d'Oskar, Ida Anne Hoffmann Berthold, morte en couches, avait laissé derrière elle une fille et trois fils. Rudolf a eu en plus trois frères cadets, dont deux seulement ont atteint l'âge adulte.
Le père de Rudolf est employé par un noble local, Oskar Freiherr von Deuster, dont le parc sert à l'enfant de terrain de jeux. Au début du mois de septembre 1897, Rudolf commence sa scolarité, qui se poursuit dans la ville voisine de Bamberg à partir de ses 14 ans. Il adopte dès ses jeunes années une devise tirée des textes du poète latin Horace : « Il est doux et juste de mourir pour sa patrie » (Dulce et decorum est, pro patria mori). Rudolf entre au Königliches Humanistische Gymnasium (école secondaire royale des sciences humaines) de Schweinfurt, en classe de sixième. Fin 1909, il est transféré à l'ancien lycée de Bamberg (de) pour mieux se préparer au service militaire. Il en sort diplômé le 14 juillet 1910, avec la réputation d'être intrépide, joyeux et studieux.

### Engagement dans l'armée allemande
La carrière militaire de Berthold commence lorsqu'il rejoint le 20e régiment d'infanterie (pl) à Wittemberg. Il suit une formation d'un an et demi en tant que Fähnrich (élève officier) avant d'être promu Leutnant.
Le 1er octobre 1912, l'Armée impériale allemande se dote officiellement d'une composante aérienne. Berthold apprend à voler à ses propres frais en 1913 et obtient son brevet de pilote en septembre. Il s'entraîne à la Halberstädter Flugzeugwerke (usine d'aviation de Halberstadt) sur des appareils Bristol à double commande : parmi ses camarades de formation, Berthold côtoie le futur as Oswald Boelcke. Après avoir informé sa famille qu'il a obtenu une « affectation spéciale » dans une école de pilotage, Berthold suit une formation de pilotage militaire au cours du mois de juillet 1914.

## Première Guerre Mondiale

### Pilote de reconnaissance

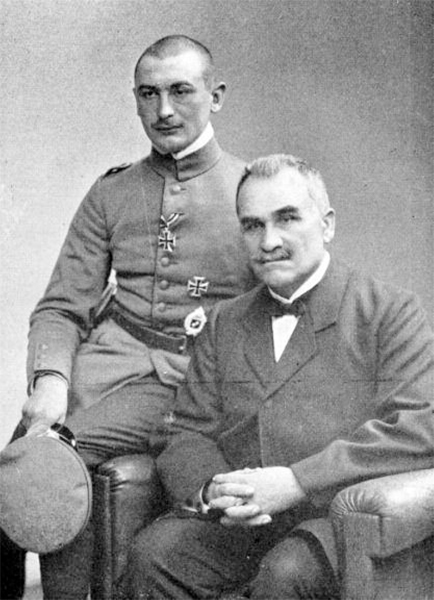
Rudolf Berthold et son père en 1914.

Le déclenchement de la Première Guerre mondiale perturbe la progression du jeune aviateur. Le 1er juillet, Berthold est rappelé de sa formation pour rejoindre son régiment d'infanterie. Après une quinzaine de jours de remise à niveau, il est renvoyé à son entraînement de pilote, qu'il doit reprendre à zéro. Ce n'est finalement que le 17 juillet 1914 qu'il est officiellement transféré dans la Lufstreitkräfte. Son cours de remise à niveau d'infanterie ayant interrompu sa formation de pilote, il doit se contenter d'un poste d'observateur aérien. Le 1er août, il est affecté à la base aérienne de Großenhain.
Le 7 août, Berthold est affecté au Feldflieger-Abteilung 23 (FFA 23), qui soutient la 2e armée allemande. Le 9 août, le FFA 23 campe à Monschau, près de la frontière belge. Le 15 août, Berthold est choisi pour effectuer la première mission de reconnaissance de son unité. Deux jours plus tard, au cours d'une autre mission, son pilote se perd et les deux hommes doivent atterrir dans la zone du front pour pouvoir s'orienter. Ils sont repérés par des cavaliers français mais réussissent à récupérer leur biplan DFW pour s'enfuir. Dans son journal, Berthold note sa décision d'achever sa formation de pilote.
Berthold est également l'observateur des vols des 1er et 3 septembre, lors desquels il voit des troupes françaises battant en retraite. Plus tard dans le mois, après la bataille de la Marne, il parvient à identifier des mouvements des troupes françaises et britanniques entre les 1re et 2e armées allemandes, préludes à une contre-offensive. L'incrédulité des officiers d'état-major conduit Berthold à informer personnellement le Generaloberst Karl von Bülow de la situation. Ce dernier déplace ses troupes sur un terrain plus élevé et engage la première bataille de l'Aisne. Le général Bülow décerne personnellement la Croix de fer de deuxième classe à Rudolf le 13 septembre.

Le 4 octobre, Rudolf est décoré de la croix de Fer de première classe par le général Bülow, peu de temps après l'enraiement de la contre-offensive alliée, permis par les observations de l'aviateur. Le temps hivernal de novembre limitant les missions aériennes, Berthold s'arrange pour poursuivre sa formation de pilote dans un parc d'aviation non loin de son unité. Il se lie d'amitié avec un camarade de formation, Hans-Joachim Buddecke.

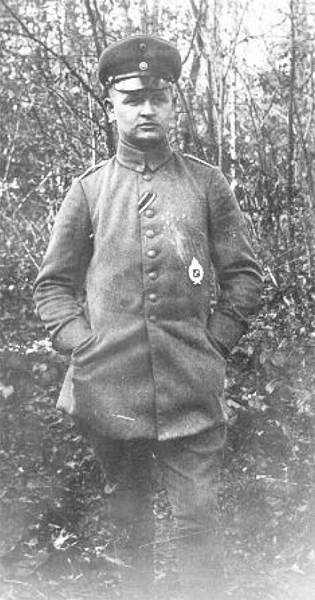
Josef Grüner.

Rudolf Berthold obtient finalement son brevet de pilote le 18 janvier 1915 et organise dans la foulée le transfert de Buddecke dans le FFA 23. Berthold se voit également attribuer un observateur, le Leutnant Josef Grüner (avec qui il devient rapidement ami), pour effectuer des sorties de reconnaissance. En juin, les Allemands dotent leurs unités aériennes de mitrailleuses, ce qui permet le début de véritables combats aériens entre les belligérants, tandis que Rudolf est immobilisé pendant une quinzaine de jours pour cause de dysenterie. Le FFA 23 est rééquipé de bombardiers AEG G.II en août. Ce bimoteur géant est armé de deux mitrailleuses pivotantes et manœuvré par un pilote et deux artilleurs. Dans le même temps, l'unité reçoit également son premier chasseur monoplace équipé d'un canon à tir synchronisé, un Fokker Eindekker.
Berthold sait qu'il peut traverser les lignes à la recherche d'adversaires avec l'AEG G.II, tandis que l'Eindekker se limite aux patrouilles derrière les lignes. Il choisit donc le commandement d'un gros bombardier, tandis que son ami Buddecke passe sur Eindekker. Cette décision permet à Buddecke de faire partie de la première vague d'as allemands, avec Oswald Boelcke, Max Immelmann et Kurt Wintgens. Dans le même temps, Berthold rencontre moins de succès, puisqu'il endommage son G.II lors d'un accident à l'atterrissage le 15 septembre, et doit revenir au pilotage d'un vieux biplace,.
Peu de temps après, il retourne en Allemagne pour prendre un G.II de remplacement, qu'il utilise comme avion de combat pour des missions de défense aérienne et de bombardement. Le 6 novembre, l'une de ces missions s'avère fatale : un artilleur britannique volant sur un Vickers F.B.5 blesse mortellement Josef Grüner. Berthold, déprimé par la mort de son ami, est envoyé en permission en Allemagne. Début décembre, Buddecke est détaché auprès de l'Armée de l'air turque et Berthold hérite de son Eindekker. Devenu pilote de chasse, il accompagne Ernst von Althaus lors de ses sorties des 5 et 28 décembre 1915.

### Kampfseinsitzer Kommando Vaux

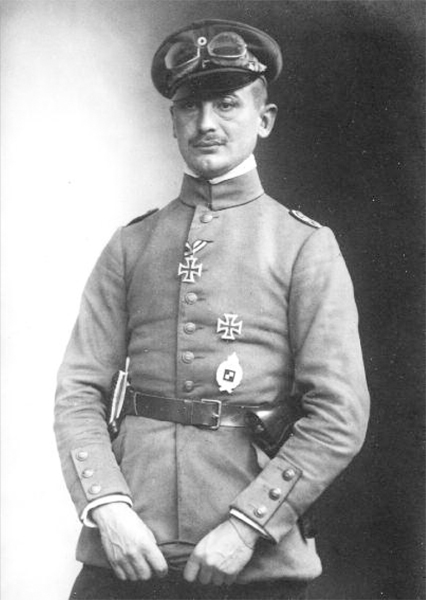
Carte postale à l'effigie de Rudolf Berthold, publiée au début de l'année 1916, qui contribua à le faire connaître. Il y apparaît avec son badge d'observateur et ses Croix de Fer de 1re et 2e classes.

Les Allemands sont les premiers à utiliser des avions équipés de mitrailleuses à tir synchronisé, capables de tirer entre les pales de l'hélice. La Luftstreitkräfte regroupe donc au début de 1916 les chasseurs dotés de cette nouvelle technologie en petites unités, baptisées Kampfseinsitzer Kommando (détachement de chasseurs monoplaces), chargées de protéger les avions de reconnaissance et de bombardement. Le 11 janvier 1916, le Kampfseinsitzer Kommando Vaux (KEK Vaux) est formé au sein de la FFA 23 à partir des quelques avions de chasse qui y sont intégrés et placé sous le commandement de Berthold, qui dispose de pilotes comme Ernst von Althaus. Parallèlement, les Britanniques créent des unités similaires au sein du Royal Flying Corps.
Le 2 février, Berthold et Althaus abattent chacun un Voisin LA français. Après cette première victoire aérienne, Berthold en remporte une autre trois jours plus tard. Puis, le 10 février, il est lui-même abattu, après que son réservoir de carburant a été percé. Il s'en sort avec une blessure légère à la main gauche. Ces hauts faits lui valent l'un des douze ordres du Mérite Militaire décernés à des aviateurs pendant la guerre.
Berthold alterne les missions de bombardements dont il avait l'habitude en 1915 et les missions de patrouille qui lui sont désormais dévolues en tant que commandant du KEK Vaux. Après avoir remporté une nouvelle victoire, il se voit décerner la Croix de Chevalier de l'ordre militaire de Saint-Henri le 15 avril 1916.

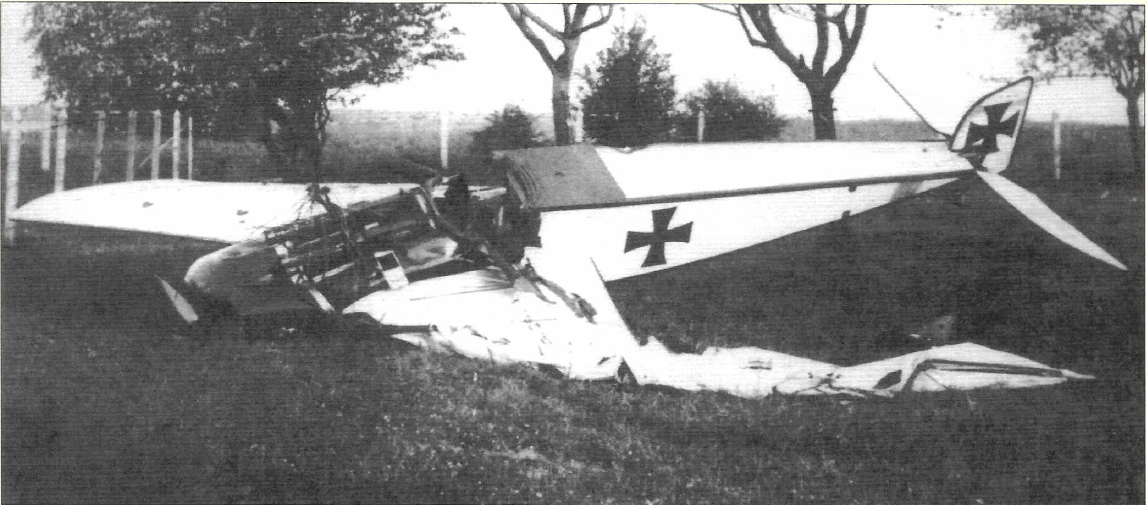
Carcasse du Pfalz E.IV de Rudolf Berthold, crashé le 25 avril 1916.

Le 25 avril, Berthold fait un atterrissage d'urgence après que des balles ennemies ont endommagé le moteur de son Fokker. Il redécolle immédiatement dans un Pfalz E.IV, une copie du Morane-Saunier Type H français. Berthold raconte la suite dans son journal :
J'ai démarré, j'ai décollé du sol et, à ce moment-là, le moteur s'est arrêté. J'étais à environ 100 mètres. En un éclair, l'oiseau s'est écrasé. J'ai entendu l'avion voler en éclats, j'ai senti un coup sur ma tête, j'ai soudainement été à l'agonie et je ne me souviens plus de rien.

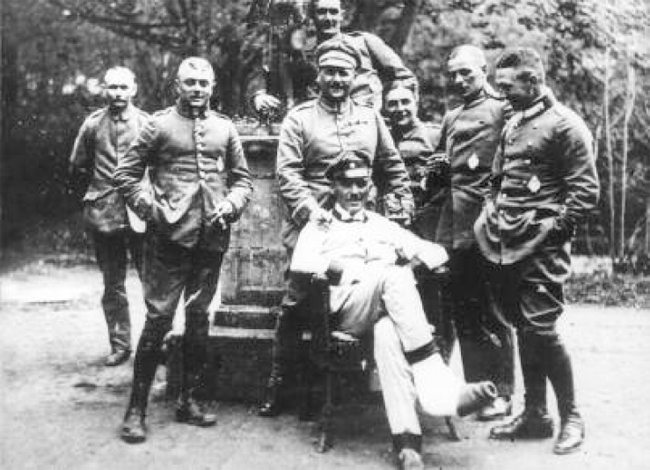
Rudolf Berthold lors de sa convalescence.

Il se réveille deux jours plus tard au Kriegslazarett 7 (Hôpital militaire 7) à Saint-Quentin. En plus d'une fracture grave à la jambe gauche, Berthold a le nez et la mâchoire supérieure cassés, avec des lésions des nerfs optiques qui le laissent presque aveugle. On lui prescrit des narcotiques contre la douleur chronique. À l'époque, les médecins militaires allemands utilisent trois narcotiques pour contrer la douleur : l'opium, la morphine et la codéine. Les médecins prescrivent en plus de la cocaïne pour pallier la somnolence provoquée par les narcotiques. La prescription exacte de Berthold est inconnue dans les détails mais est lourde et constitue le point de départ d'une addiction qui le suivra pour le reste de sa vie.
Finalement et bien que la vue lui soit revenue, Berthold est incapable de voler pendant quatre mois, mais reste néanmoins aux commandes du KEK Vaux, dont il réussit à suivre l'activité par les rapports qui lui sont apportés directement à l'hôpital. C'est lors de son hospitalisation qu'il apprend la mort de son frère Wolfram, simple fantassin tué au combat le 29 avril, et de Max Immelmann, l'un des meilleurs pilotes allemands, abattu le 18 juin.
Après cette série de deuils, son évacuation vers le Reich est programmée. Mais, à la fin du mois de juillet, il réquisitionne une voiture et retourne à son unité sans demander l'accord des médecins. Incapable de voler, il reprend cependant pleinement son commandement. Il demande également à son ordonnance de l'aider quotidiennement à plier son genou pour redonner de la force à sa jambe à peine guérie.
Le 24 août, Berthold remporte sa sixième victoire, bien qu'il faille l'aider à monter dans son chasseur. Le lendemain, dans le cadre de la réorganisation de l'aviation allemande, le KEK Vaux devient la Jagdstaffel 4 (escadrille de chasse 4), toujours sous le commandement de Berthold : la nouvelle unité est constituée de beaucoup de futurs as, dont Wilhelm Frankl, Walter Höhndorf, et Ernst von Althaus pour n'en citer que quelques-uns.

### Commandement d'escadrilles

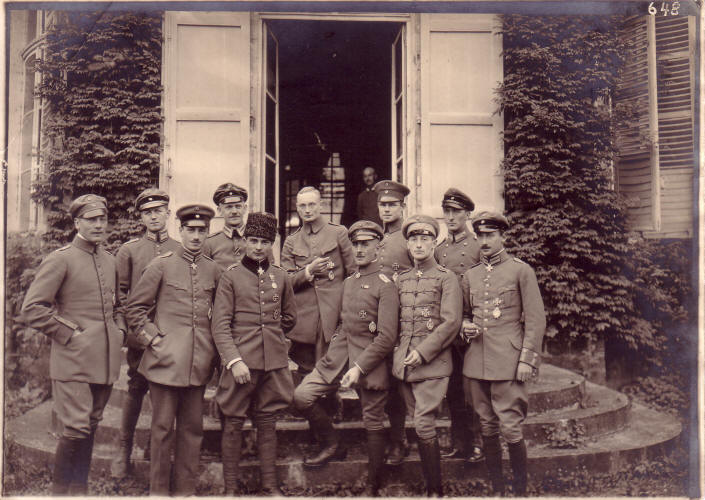
Photographie prise pour célébrer la remise de la croix Pour le Mérite à Rudolf Berthold le 12 octobre 1916. De gauche à droite, on peut voir : le Ltn. Alfred Lenz, Ltn. Karl Stehle, Ltn. Walter Höhndorf, Vzfw. Hermann Margot, Oblt. Hans-Joachim Buddecke, Ltn. Kralweski, Berthold, Ltn. Fritz Otto Bernert, Ernst von Althaus, et Ltn. Hans Malchow.

Le 27 août, Berthold est décoré de l'Ordre de Hohenzollern. Il est alors tout près d'obtenir la croix Pour le Mérite, décernée à partir de huit victoires. Après des réclamations rejetées à deux reprises, le 26 septembre, Berthold est finalement crédité de sa huitième victoire. Il reçoit sa croix, considérée comme la récompense suprême de l'Allemagne impériale, le 12 octobre 1916. Il n'est que le dixième aviateur à être ainsi distingué. Cinq des autres récipiendaires encore vivants assistent à la remise de la récompense le 16 octobre : Buddecke, Althaus, Frankl, Höhndorf et Kurt Wintgens. Le lendemain, Berthold est nommé Staffelführer (chef d'escadrille) de la Jagdstaffel 14.
La Jagdstaffel 14 est nouvellement formée lorsque Berthold en prend le commandement à Sarrebourg, en France. Son assortiment hétéroclite de chasseurs comprend deux Fokker E.III, un Halberstadt D.II et sept Fokker D.II, avec lesquels elle n'a enregistré aucune victoire lorsqu'elle était encore la Fokker Kampstaffel Falkenhausen. Berthold profite de se trouver dans un secteur calme pour se consacrer pleinement à l'entraînement de ses troupes. Il fait notamment venir de nouveaux avions de chasse (des Albatros D.I et Albatros D.II), et rénove le mess des officiers. Au milieu du mois de décembre, après sa première victoire, l'unité est passée en revue par le Kaiser Guillaume II et le Kronprinz Guillaume.
En janvier 1917, Berthold et son unité sont subordonnés à l'Armee-Abteilung A (division A de l'armée). Berthold plaide à ce moment, sans être entendu, pour le regroupement de la puissance aérienne en unités plus importantes, et étaye sa proposition par des analyses détaillées. Il sent en effet que la supériorité aérienne acquise par les Allemands en 1915 s'érode de plus en plus. En février, la Jagdstaffel 14 ne remporte que deux victoires. Il est prévu qu'elle soit transférée dans un secteur plus agité, à Laon, et commence donc à se doter de chasseurs Albatros D.III plus modernes car mis en service en août 1916. Berthold se rend à Laon pour préparer ce déplacement et constate qu'il n'y a là-bas aucun quartier pour ses hommes. Il s'oppose au déplacement de son unité en l'absence de logements. Au milieu du mois de mars, un convoi de camions transporte la jasta à 200 kilomètres de son ancienne base jusqu'à Marchais, en France. La Jasta 14 commence ses opérations le 17 mars.

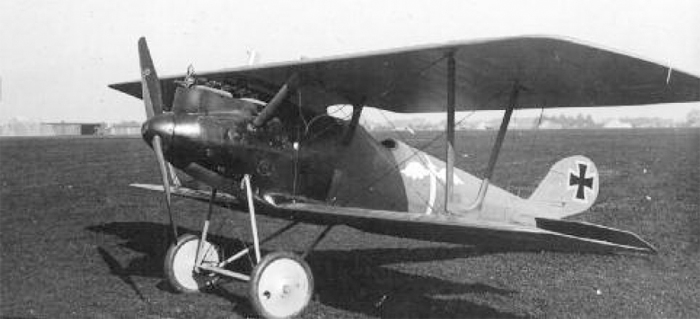
Pfalz D.III de Rudolf Berthold, sur lequel on peut voir sa livrée personnelle

Avant ce déplacement, Berthold a profité de l'attente pour se faire préparer un Albatros D.III personnalisé. Ses mitrailleuses synchronisées ont été testées pour un fonctionnement optimal et son appareil se distingue par une livrée spécifique : la moitié arrière ainsi que les ailes sont peintes en bleu avec de chaque côté du fuselage (derrière le siège du pilote) une épée ailée blanche, et la moitié avant de l'appareil, en rouge. Dans les mois suivant, le reste de l'unité de Berthold reprend cette personnalisation, tout en remplaçant l'épée ailée par des symboles personnalisés.

Le 24 mars, Berthold reprend les combats et est crédité de quatre autres victoires pour la mi-avril. Le 24 avril, il engage un Caudron R.9 français mais est obligé de retourner à sa base après avoir reçu une balle dans le tibia droit. Il note dans son journal :
Heureusement, c'était un tir propre qui est passé directement à travers [mon tibia]. En fait, c'est tout à fait remarquable, car ma première blessure était à la jambe gauche et celle-ci est à la jambe droite. Je n'ai pas encore été touché au bras droit - mais je ne veux même pas y penser.
Il est de nouveau contraint à rester alité, un an presque jour pour jour après son crash de 1916, mais reste dans son unité. La douleur provoquée par sa blessure le pousse à reprendre sa consommation de narcotiques, le rendant dépendant, ce qu'il ne réussit pas à cacher à ses hommes.
D'après les rapports qui lui sont remis, Berthold constate que les performances de son unité ont diminué, et il pense que cela est dû au manque de leadership dans les airs. Au début du mois d'août, il retourne à son ancien centre d'entraînement à Grossenhain et obtient une autorisation médicale pour reprendre le combat. Berthold retourne à la Jasta 14 pour attendre les formalités administratives et découvre qu'il est transféré au commandement de la Jagdstaffel 18 à Harelbeke, en Belgique, le 12 août. Le 18, il est finalement autorisé à reprendre le vol. Avant l'arrivée de son nouveau commandant, la Jagdstaffel 18 n'avait eu que peu de succès : l'accent est donc mis sur l'entraînement, même si l'unité effectue en parallèle des missions de combat. Peu après sa prise de commandement, Berthold lance à nouveau son idée d'utiliser des chasseurs de manière bien plus massive que ce qui se faisait alors : le quartier général de la 4e Armée répond en regroupant les Jagdstaffeln 18, 24, 31 et 36 dans un « groupe de chasse », le Jagdgruppe 7, dont Berthold prend le commandement. Le 21 août, il abat un SPAD, portant son total de victoires à 13. En septembre, il remporte 14 autres victoires. Le 2 octobre, il remporte sa 28e victoire, la dernière de l'année,.
Lors d'un combat aérien le 10 octobre 1917, l'avion de Rudolf Berthold est durement touché, les ailerons de son appareil sont à moitié sectionnés. Une balle britannique ricoche dans le cockpit et entre dans son bras selon un angle qui pulvérise son humérus droit. Rudolf Berthold surmonte la douleur et parvient à conserver le contrôle de son appareil. Il reste conscient assez longtemps pour effectuer un atterrissage en douceur d'une seule main sur le terrain de son unité. Il s'évanouit immédiatement une fois au sol, avant d'être transporté à l'hôpital de campagne de Courtrai.

Cet hôpital ne dispose toutefois pas des installations nécessaires pour soigner une blessure aussi complexe, mais il suffit à maintenir Berthold en vie. Il faut attendre trois semaines pour que l'as blessé soit dans un état suffisamment stable pour être transféré. Le 31 octobre, il est renvoyé en Allemagne. Les subordonnés de Berthold avaient alerté sa sœur aînée, Franziska, infirmière surveillante au Viktoria-Lazarett (hôpital Victoria), à Berlin. Elle s'arrange pour que son frère soit envoyé dans la clinique berlinoise de l'un des plus éminents chirurgiens allemands, le docteur August Bier (en), pionnier de l'utilisation de la cocaïne dans la rachianesthésie. Berthold entre à la clinique le 2 novembre 1917. Il y reste quatre mois et le docteur Bier s'efforce de sauver le bras mutilé de l'amputation. Pendant ce temps, contrairement aux souhaits de Berthold, l'Oberleutnant Ernst Wilhelm Turck assume le commandement de la Jagdstaffel 18 et du Jagdgruppe 7. Berthold passe son congé de convalescence à apprendre à écrire de la main gauche, convaincu que s'il peut écrire, il peut voler. Son bras droit reste cependant paralysé malgré sa lente guérison, tandis que sa dépendance aux narcotiques ne fait que s'accroître.

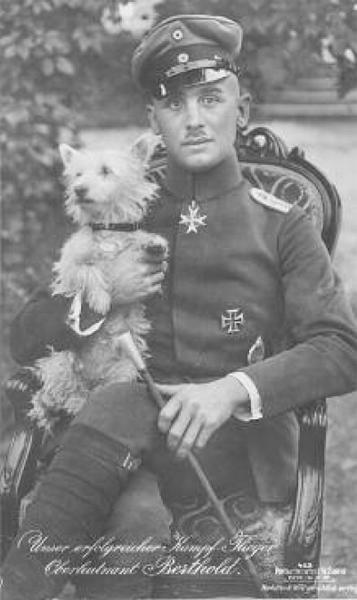
Carte postale de la populaire collection Sanke, à l'effigie de Rudolf Berthold.

En février, Berthold peut finalement quitter le lit et veut reprendre le commandement du Jagdgruppe 7 à peine deux semaines plus tard. Le 1er mars, il se présente au bureau médical du Flieger-Ersatz-Abteilung 5 (détachement de remplacement 5) à Hanovre. Il est renvoyé au commandement de la Jagdstaffel 18 (le Jagdgruppe 7 restant sous les ordres de l'Oberleutnant Turck) mais n'est pas autorisé à voler. Le 6 mars, avec son bras en écharpe, il rejoint son ancienne unité à son nouveau lieu d'affectation. Deux jours plus tard, le 8, Berthold organise le transfert de son ami Hans-Joachim Buddecke dans la Jasta pour la commander dans les airs. Seulement deux jours après son arrivée dans l'unité, Buddecke est tué au-dessus de Lens le 10 mars 1918.

### À la tête de laJagdgeschwaderII
Le 16 mars, Rudolf Berthold est muté au commandement de la Jagdgeschwader II (escadre de chasse 2) en remplacement du Hauptmann Adolf Ritter von Tutschek. L'unité a un rôle crucial de couverture et de soutien à jouer dans l'opération Michael, la dernière grande offensive allemande qui doit être lancée le 21 mars 1918. Berthold se trouve dans une situation délicate et stressante : en quelques jours, il vient de perdre son meilleur ami, a quitté sa Jasta et pris le commandement d'une unité plus grande et assez peu expérimentée. Il profite rapidement d'une faille dans les habitudes de commandement de la Luftstreitkräfte. Il était en effet de coutume pour un nouveau commandant d'emmener deux ou trois membres de son ancienne unité avec lui, pour aider la transition et éviter une perte de repères trop importante. C'est ce que Berthold fait le 19 mars 1918. Le lendemain, il étend considérablement cette pratique en échangeant la totalité des membres de la Jagdstaffel 15 et de la Jagdstaffel 18, son ancienne unité, qu'il transforme en Stab Staffel, l'unité de commandement de sa Jagdgeschwader. Les numéros ne changent pas, mais tous les pilotes de la 15 passent à la 18 et inversement.
Berthold rentre à Berlin pour les funérailles de Buddecke le 22 mars, le lendemain du déclenchement de l'offensive allemande. Il retourne à sa nouvelle affectation deux jours après le début de l'opération, pour constater que les divisions d'infanterie que sa Jagdgeschwader était censée soutenir se plaignent d'une couverture aérienne insuffisante. Les performances de la Jagdgeschwader II s'améliorent sous la direction de son commandant au sol, tandis que les Allemands avancent de 65 kilomètres en huit jours.
Le 6 avril, les hommes de Berthold reçoivent neuf chasseurs Siemens-Schuckert D.III. Malgré les grandes attentes que suscitent ses performances prometteuses, cet appareil est touché rapidement par des pannes de moteur après seulement sept à dix heures de vol, ce qui entraîne l'arrêt de son utilisation. Pendant ce temps, Berthold demande à ses hommes de repeindre les avions de la Jagdgeschwader II avec un marquage commun. Le fuselage des appareils est peint en bleu foncé, à la manière de l'appareil personnel de Berthold avant sa blessure. Cependant, au lieu de copier le nez écarlate du commandant de l'unité, les autres staffeln arborent chacune leur propre teinte sur l'avant :  blanc pour la Jagdstaffel 12, vert foncé pour la Jagdstaffel 13, jaune pour la Jagdstaffel 19. À ces marquages, les pilotes ajoutent leurs insignes personnels.
Dans la nuit du 12 avril, l'artillerie française, dirigée par un avion de reconnaissance, bombarde l'aérodrome de la Jagdgeschwader II, qui essuie plus de 200 obus. Bien que le bombardement n'ait tué personne, les dommages sont tels que l'unité est mise hors de combat pour trois semaines, pendant lesquelles elle change d'aérodrome et se rééquipe.

Pendant toute cette période, Berthold, toujours cloué au sol, s'inquiète : « Je volerai à nouveau... même s'ils doivent me porter jusqu'à l'avion », écrit-il dans son journal. Son état de santé est toujours précaire, comme il l'écrit à sa sœur le 25 avril :
Un éclat d'os dépassait de ma blessure inférieure. Mon infirmier très compétent est venu immédiatement avec une pince à épiler, et avec beaucoup d'habileté et de force, il l'a enlevé..... Je me suis évanoui pendant cette violente procédure. Les douleurs étaient horribles. Mais la plaie inférieure commence à se refermer. Seule la plaie supérieure continue à suppurer très lourdement. Lorsque le fragment d'os a été retiré, il s'est brisé en morceaux, car l'ouverture était trop petite et l'éclat s'est accroché dans la chair, et il a donc dû sonder et extraire chaque morceau.
Franziska Berthold atteste également dans sa correspondance de la souffrance et de l'addiction aux narcotiques de son frère :
Sa vigueur avait disparu. Ses blessures et les douleurs nerveuses épuisaient de plus en plus son corps. Pour pouvoir travailler... il fallait lui donner des médicaments.
Pendant la période d'inactivité après le bombardement du 12 avril, Berthold écrit un mémorandum adressé au quartier général sur l'utilisation de la Jagdgeschwader II. Il plaide pour un dispositif d'alerte de défense aérienne posté à l'avant du front pour son unité et demande des moyens de transport d'hommes et de matériel afin de maintenir la mobilité de son escadre. Outre la rédaction de ce mémorandum, il occupe ces trois semaines à remplacer chacun de ses commandants de Jagdstaffeln, car il les soupçonne de comploter contre lui pour le supplanter. Le 18 mai, les remplacements d'officiers sont terminés.
Avant sa blessure, Berthold avait toujours privilégié le Pfalz D.III à l'Albatros D.V. En mai 1918, le nouveau Fokker D.VII entre en service. Berthold emprunte l'un des appareils de la Jagdgeschwader I et l'essaie en secret, malgré l'interdiction de vol qui le frappe toujours. Il apprécie sa manœuvrabilité et remarque qu'il pourrait le piloter malgré son bras droit paralysé. Le matin du 28 mai, il contrevient à son interdiction de vol et mène son unité au combat sur un Fokker D.VII. Bien qu'il s'agisse d'une mission d'appui des troupes au sol, il en profite pour remporter sa 29e victoire. Le lendemain, il abat deux autres avions ennemis, malgré le mauvais fonctionnement de ses mitrailleuses dont les balles touchent l'hélice, ce qui le contraint à atterrir en urgence. Durant ces deux journées, Berthold fait la démonstration que son addiction aux narcotiques n'a pas affecté ses capacités de pilotage. Georg von Hantelmann remarque cependant que l'addiction de son supérieur le rend instable. Malgré tout, ses subordonnés lui restent fidèles.

Berthold remporte six victoires au cours du mois de juin, mais son retour au combat n'est pas sans conséquence sur sa santé, comme il l'écrit à sa sœur, dans une lettre du 18 :
L'état de mon bras a empiré. Il est plutôt gonflé et infecté sous la plaie ouverte. Je crois que les éclats d'os sortent de force, car la zone enflée est très dure. La douleur est terrible. Pendant ma bataille aérienne d'hier... j'ai hurlé de douleur.
Le 28 juin, jour de sa 37e victoire, il écrit également à sa sœur :
Le bras ne va toujours pas bien. Depuis que la plaie inférieure s'est rouverte, la douleur s'est un peu atténuée et l'enflure a diminué. J'ai crié de douleur, parfois frénétiquement. Il semble que ce n'était qu'un éclat d'os [...] il s'est coincé dans la vieille plaie cicatrisée, puis le plaisir a commencé pour moi [...] comme la cicatrice s'est ouverte [...] le pus a jailli.
Sa blessure n'est pas son seul facteur de stress : Berthold est aussi confronté à de graves problèmes de matériel. Avec la chaleur de l'été, les moteurs des Fokker de la Jagdstaffel 12 montrent de plus en plus souvent des signes de surchauffe, qui sont aggravés par le manque de véritable huile de ricin pour la lubrification à cause des pénuries qui touchent le Reich à la fin de la guerre. Parfois, les séries de pannes clouent la Jagdstaffel au sol, et gênent son escadron frère, la Jagdstaffel 13. De nouveaux Fokker D.VII sont livrés aux unités sous les ordres de Berthold, mais ne suffisent qu'à rééquiper la Jagdstaffel 15. Au milieu du mois de juin, les triplans de la 12 sont jugés inutilisables, tandis que la Jagdstaffel 19 n'est que partiellement opérationnelle avec ses nouveaux Fokker D.VII. La Jagdgeschwader II, déjà en sous-effectif, souffre en plus de pénuries de carburant. Pour que les unités soient aussi opérationnelles que possible, le carburant et les lubrifiants sont réservés aux appareils les plus utiles : les D.VII. Le 19 juin, les Jastas 12 et 19 n'ont plus aucun appareil utilisable, ce qui fait perdre la moitié de son effectif à Berthold. Les escadrons privés de leurs appareils se réapprovisionneront lentement en D.VII après le retrait des Dr.I, dans les semaines suivantes. Le soulagement survient finalement le 28 juin, lorsqu'une cargaison de quatorze Fokker D.VII arrive et est répartie entre les unités clouées au sol.
Berthold se bat malgré tout lors de cette période et remporte deux autres victoires en juillet. Cependant, les problèmes ne cessent pas : à peine rééquipée, la Jagdstaffel 19 est clouée au sol par une épidémie de grippe qui n'épargne que trois pilotes au début du mois de juillet. Berthold remporte trois autres victoires au début du mois d'août, qui portent son total à 42. Le 10 août, il mène douze de ses pilotes au combat contre une force britannique largement supérieure. Il abat un chasseur Royal Aircraft Factory SE.5a pour sa 43e victoire et un bombardier Airco DH.9 pour sa 44e. Lorsqu'il tente de s'éloigner du DH.9 à 800 mètres d'altitude, ses commandes cessent brutalement de répondre. Berthold tente d'utiliser un parachute mais échoue car le dispositif nécessite l'utilisation des deux mains. Son Fokker s'écrase sur une maison à Ablaincourt avec une telle force que son moteur fracasse la construction jusqu'à la cave. Des fantassins allemands le sortent des décombres et l'emmènent immédiatement à l'hôpital. Son bras droit est brisé au même endroit que lors de sa blessure précédente. Rudolf Berthold ne volera plus jamais.
Malgré cela, dès le 12 août, il quitte sans autorisation l'hôpital et rentre dans son unité, pour trouver son successeur officiel à la tête de la Jagdstaffel 15 dans le mess des officiers. Berthold dévisage le Rittmeister Heinz Freiherr von Brederlow, son aîné, et annonce : « Ici, c'est moi le patron. ». Brederlow s'incline et Berthold reprend le commandement de son unité, depuis son lit. Le 14, le Kaiser Guillaume II ordonne personnellement à l'as de prendre un congé de convalescence, et nomme l'adjoint de Berthold, Josef Veltjens (en), à la tête de la Jagdgeschwader II. Le 16 août, Berthold retourne à la clinique du docteur Bier, à Berlin où il est soigné jusqu'au début du mois d'octobre. Une fois ses douleurs apaisées, il rentre dans sa famille pour sa convalescence, où il se trouve lors de la cessation des hostilités.

## Après-guerre
Après le départ de Berthold, la Jagdgeschwader II poursuit les combats en France, en prenant notamment part à la bataille de Saint-Mihiel, contre l'aviation américaine. Cependant, quelques jours avant la fin de la guerre, l'unité se replie de plus en plus. Finalement, la Jagdgeschwader II est dissoute le 13 novembre 1918, et son personnel reprend le chemin de l'Allemagne, parfois à pied.
Lorsque la guerre se termine, Berthold est chez lui, en Franconie, après être sorti de l'hôpital en octobre 1918. De là, il suit la fin du régime impérial et le basculement de l'Allemagne dans la guerre civile, avec notamment l'insurrection spartakiste qui survient à Berlin dans les premiers jours de janvier 1919 et fait presque 200 morts. La fin de l'Empire plonge Berthold, monarchiste convaincu, dans le plus grand désarroi. Cependant, il dispose de plusieurs opportunités pour reprendre du service dans l'Allemagne de l'immédiat après-guerre.
Au début de l'année 1919, Berthold est déclaré médicalement apte à reprendre le service, et le 24 février, il prend le commandement de la base aérienne de Döberitz, non loin de Berlin. Sa nouvelle fonction est toutefois de courte durée puisque la base est fermée en avril et tout le personnel licencié, dans le cadre du démantèlement des forces militaires allemandes. Berthold y voit un risque de basculement de ses hommes vers le spartakisme et s'en inquiète. Le 7 avril 1919, les communistes de Bavière, région natale de Rudolf, proclament une République soviétique. Il profite alors de la deuxième opportunité d'activité qui s'offre à lui : l'engagement au sein des Freikorps. Le ministre de la Défense Gustav Noske ainsi que le président Friedrich Ebert avaient en effet eu recours dès janvier à ces groupes de volontaires pour mater les révoltes spartakistes, mais leur usage se généralise au printemps 1919, pour suppléer la Reichswehr nouvellement créée.

### Écrasement de la République des Conseils de Bavière

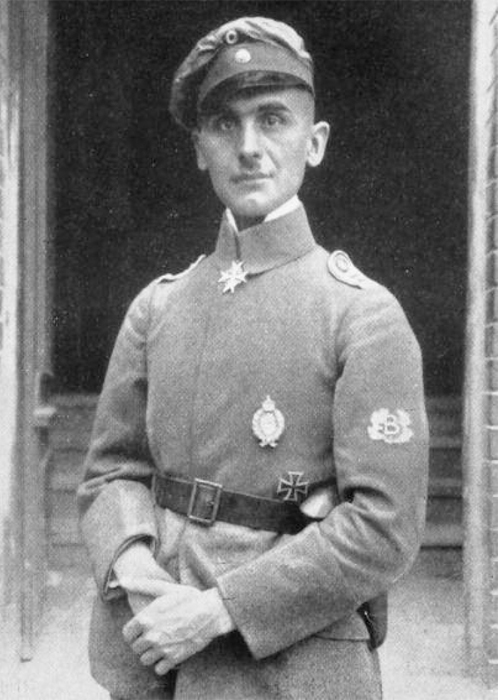
Rudolf Berthold sur une carte postale de 1919. Il est photographié dans l'uniforme de l', dont il porte l'insigne sur sa manche. Par rapport aux photos datant de la guerre, il paraît émacié et tente de dissimuler la paralysie de sa main droite.

Fin avril 1919, Berthold entame le recrutement de son propre corps franc, qu'il nomme Fränkische Bauern-Detachment Eiserne Schar Berthold (détachement paysan franconien : troupe de fer Berthold), principalement connu sous son nom de combat, l'Eiserne Schar Berthold. La renommée de l'as pendant la Première Guerre Mondiale attire 1 200 volontaires sur la base de Hammelburg (non loin de Bad Kissingen). Après un mois de formation, la troupe, composée essentiellement d'anciens combattants possédant encore leur équipement, est prête à affronter les révoltés bavarois. Elle est engagée aux côtés des hommes de Franz von Epp dans des combats à Schweinfurt et Bad Kissingen. Lors de la dernière phase de la campagne, la marche sur Munich, les discordances entre von Epp et Berthold font que ce dernier est laissé en arrière, pour garder les prisonniers faits à Schweinfurt. Son unité ne participe donc pas au bain de sang qui marque l'entrée des troupes loyalistes dans la capitale bavaroise, dans les premiers jours de mai. Une fois la République des Conseils écrasée, la troupe de Berthold est menacée de dissolution par le gouvernement allemand, et n'y échappe qu'en se redéployant sur Bayreuth, pour y être intégrée dans la Reichswehr. Cependant, l'armée ne veut reprendre qu'une partie des hommes, ce que Berthold refuse, comme d'autres commandants de corps francs (von Epp notamment).

### Activité dans les pays baltes
Pour pouvoir conserver l'intégralité de ses hommes, Berthold choisit l'option privilégiée par beaucoup de commandants de Freikorps et part le 10 septembre 1919 pour les pays baltes. Il s'immisce alors dans une situation très complexe. Les guerres qui se déroulent en Estonie, en Lituanie et en Lettonie sont le résultat d'une lutte d'influence que mènent l'Allemagne et l'URSS, toujours aux prises avec les armées blanches dans la guerre civile russe. Les Allemands, qui occupaient la région lors de la Première Guerre Mondiale, tentent d'annexer l'Estonie et surtout la Lettonie, dont 7 % de la population est culturellement allemande, surtout dans la noblesse. Dans le même temps, l'URSS cherche à reconquérir les territoires qui faisaient partie de l'ancien empire russe. La situation des Freikorps allemands dans les pays baltes est encore compliquée par l'intervention de l'Entente en 1919 pour faire cesser leur activité, accusée à juste titre de déstabiliser les jeunes États baltes.
Afin d'échapper à la demande de retrait des Alliés, l'Eiserne Schar Berthold passe formellement au service de la Russie blanche dans la région de Jelgava, en Lettonie, dès son arrivée le 21 septembre 1919. Conformément à un accord conclu ce même jour entre l'ancien commandant allemand dans les pays baltes, le comte Rüdiger von der Goltz, et le chef de l'armée occidentale des volontaires, le « prince » Pavel Bermondt-Avalov, les hommes de Berthold forment donc le 3e bataillon du 2e régiment d'infanterie de Courlande. Au total, ce sont environ 40 000 Allemands qui combattent sous drapeau russe dans la région. À partir de la mi-octobre, l'Eiserne Schar Berthold participe à l'avancée vers Riga et progresse en quelques jours jusqu'à la Daugava. Durant cette période, Berthold ne prend pas part directement aux très durs combats qui sont livrés en Lettonie en raison de son infirmité, mais il soutient le moral de ses hommes et endure avec eux les conditions climatiques extrêmement difficiles auxquelles ils sont confrontés.
Beaucoup de Freikorps allemands avaient fait le même choix que Berthold, et il devint bientôt clair aux yeux de l'Entente que ces unités intégrées aux forces blanches sont toujours actives malgré les tentatives alliées pour les chasser de la région. Leur but est avant tout de renverser le gouvernement letton indépendant de Kārlis Ulmanis pour faciliter l'annexion convoitée par la République de Weimar. Cependant, ces intentions sont contrecarrées lorsque les troupes de Bermondt-Avalov sont sévèrement battues près de Riga par les forces gouvernementales lettones, équipées par les Français et les Britanniques. La contre-attaque lettone et les bombardements menés par les navires britanniques forcent Bermondt-Avalov à évacuer les pays baltes à la mi-décembre pour passer en Prusse-Orientale. Là, les Freikorps comme celui de Rudolf Berthold se séparent des unités russes et attendent leur dissolution, conformément aux exigences de l'Entente.

### Implication dans le putsch de Kapp
Après avoir passé les trois dernières semaines de 1919 dans un camp à la frontière lituanienne, l'Eiserne Schar reçoit, le 1er janvier 1920, l'ordre de gagner Stade. Berthold espère y être rattaché à la « brigade navale » de Wilfried von Loewenfeld en vue d'une intégration dans l'armée régulière. Cependant, le 20 février, le ministre de la Défense Gustav Noske ordonne le démantèlement de la brigade Loewenfeld (de), ainsi que d'autres corps francs, qui sont de plus en plus perçus comme un danger par la République de Weimar. Le 1er mars, les unités menacées de dissolution reçoivent publiquement le soutien de Walther von Lüttwitz, le commandant de la garnison de Berlin. La rupture entre d'un côté les corps francs qui refusent leur dissolution et une partie de l'armée, et de l'autre le gouvernement d'Ebert, soutenu par une autre partie de l'armée, est consommée le 10 mars, lorsque Lüttwitz est démis de ses fonctions par Noske. La préparation d'un coup de force devant avoir lieu le 13 mars est alors lancée par Lüttwitz, qui rassemble autour de lui plusieurs représentants des courants nationalistes et autoritaristes allemands, comme Wolfgang Kapp ou Hermann Ehrhardt. Le but est de renverser le gouvernement pour établir en Allemagne un régime autoritaire (mais pas monarchique) reprenant l'essentiel des structures de l'ancien Empire.

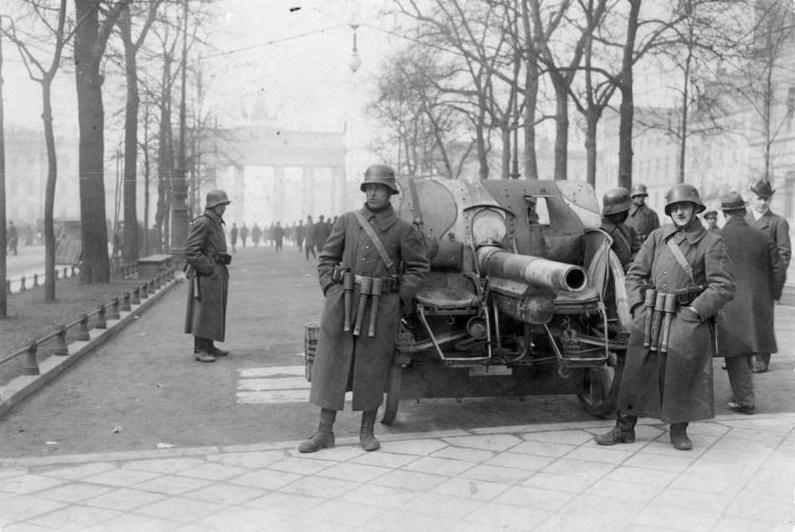
Soldats de la brigade Ehrhardt occupant la Pariser Platz de Berlin, le 13 mars 1920.

Rudolf Berthold est présent à Berlin lors des préparatifs du putsch, et y apporte son soutien. Disposant de relations en Bavière, il est notamment chargé de prendre contact avec le politicien local Georg Heim. Le déclenchement rapide du putsch, le 13 mars, ne lui laisse cependant pas le temps de le préparer en Bavière, et il doit regagner son corps franc à Stade, où il se trouve le 13 au soir, alors que les putschistes ont déjà pris le contrôle de Berlin.

### LeHarburger Blutmontag
L'Eiserne Schar réquisitionne un train et des cheminots pour se rendre à Harbourg, un quartier de Hambourg, où la troupe arrive dans la soirée du 14 après avoir été ralentie par l'extinction de signaux sur les voies. Les autorités locales ont cependant déjà pris des mesures contre les putschistes, en faisant arrêter tous les officiers du bataillon de pionniers stationné dans le quartier. Au lendemain de son arrivée, Berthold tente de s'assurer le contrôle de la ville mais se heurte à des ouvriers armés par leurs syndicats, qui l'encerclent dans l'école de la Woellmerstraße où il a passé la nuit avec son unité. Une délégation comprenant le maire Heinrich Denicke vient à la rencontre de Berthold pour obtenir son départ ou sa reddition, deux options qu'il refuse catégoriquement.
Des coups de feu éclatent sans que leur origine précise soit déterminée, et la situation, déjà tendue, dégénère complètement. La fusillade dure tout l'après-midi et fait treize morts parmi les civils, trois parmi les hommes de Berthold et de nombreux blessés. Après plusieurs heures de combat, et à court de munitions, Rudolf accepte finalement de négocier la reddition d'une partie de ses troupes en début de soirée. Lorsque les hommes qui ont déposé les armes sortent de l'école, guidés par leurs officiers, la foule en colère redouble toutefois de violence, et plusieurs d'entre eux sont assommés. Dans le chaos qui s'ensuit, des coups de feu sont tirés des deux côtés. Berthold tente de prendre la fuite à la faveur du désordre mais est vite rattrapé par des ouvriers qui reconnaissent sa croix Pour le Mérite. L'ancien as est traîné dans la rue et lynché : les émeutiers lui arrachent son pistolet et lui tirent deux balles dans la tête et quatre dans le corps.

Hans Wittman, l'homme qui a récupéré le corps de Rudolf Berthold le décrit ainsi :
Dans la poussière de la rue gisait, sans vie, le Hauptmann Berthold, ses chaussures et son pardessus lui ayant été volés, son visage écrasé en une masse informe par les pieds de la foule, son bras paralysé presque arraché, son corps sanglant transpercé par des blessures par balle.
La dépouille est transportée à l'hôpital de Wandsbek, dans la banlieue de Hambourg. Deux de ses anciens aviateurs qui vivaient à proximité s'y précipitent en apprenant la nouvelle et restent auprès du corps de Berthold jusqu'à ce que sa sœur Franziska arrive de Berlin. Toutes ses décorations sont retrouvées dans une décharge de Hambourg avant son arrivée, pour lui être rendues.

### Funérailles
Rudolf Berthold est enterré au cimetière des Invalides de Berlin le 30 mars 1920. Bien que les porteurs de cercueils soient habituellement du même grade que le défunt, sa famille demande que des sergents de l'Eiserne Schar soient chargés de cette tâche. Sur la première pierre tombale de Berthold, détruite depuis, pouvait se lire : « Honoré par ses ennemis, tué par ses frères allemands ». La police de Stade mena une enquête infructueuse sur le meurtre de Berthold : en février 1921, deux hommes sont jugés et acquittés.

## Postérité
L'écrivain allemand Ernst von Salomon, qui avait fait partie de l'Eiserne Schar sous les ordres de Berthold, le met en scène dans son premier roman (Les Réprouvés) paru en 1930 et racontant tout le parcours du corps franc, de la Baltique à Harbourg. Salomon tente notamment de justifier le putsch de Kapp et de faire de Berthold un martyr en inventant des détails sur sa mort : il aurait eu la tête tranchée, ce qui ne figure nulle part dans les rapports d'autopsie.
Malgré ses opinions monarchistes, Rudolf Berthold est récupéré par la propagande nazie. Ainsi, le 31 mai 1933, une stèle en son honneur (disparue durant la Seconde Guerre mondiale) fut érigée devant l'école où il avait été tué, d'ailleurs rebaptisée de son nom. Il fit aussi l'objet de cérémonies commémoratives à chaque anniversaire du putsch de Kapp. À Würzburg, où des cérémonies ont également eu lieu, une école primaire inaugurée le 3 janvier 1938 dans le quartier de Frauenland a été baptisée du nom de Rudolf Berthold (elle est rebaptisée école Goethe après la fin de la guerre). Berthold fut également mis en scène dans le roman … unvergleichlicher Franke… – Bild eines deutschen Soldaten (1935) du propagandiste nazi Werner von Langsdorff (de).
Des rues ont été nommées en son honneur à Leverkusen, Bamberg et Wittemberg, entre autres, avant d'être rebaptisées lors de la chute du nazisme.
La pierre tombale originale de l'as disparut lorsque plus d'un tiers du cimetière des Invalides fut détruit par les gardes-frontières d'Allemagne de l'Est dans les années 1960 pour dégager la vue sur le Mur de Berlin et y loger des troupes. Ce n'est qu'en 2003 que des donateurs privés réunirent des fonds pour orner sa tombe d'une nouvelle plaque.
Le lieu où Berthold a été tué est marqué depuis 2007 par une plaque à la mémoire de toutes les victimes du « lundi sanglant d'Harbourg », à la suite d'une décision unanime de l'assemblée du district de Hambourg-Harbourg.

## Liste des victoires aériennes
Les victoires non confirmées sont indiquées par la mention « n/c ». Les victoires confirmées sont numérotées et classées par ordre chronologique. Les listes de pertes individuelles concernent les pilotes adverses. Dans le cas de victoires sur un équipage, les pilotes sont nommés en premier, puis les observateurs.
L'exactitude des déclarations de victoires en combat aérien est toujours sujette à controverse. Cependant, comme les combats aériens sur le front occidental se déroulaient principalement au-dessus des tranchées et des lignes arrières des Allemands, les observateurs aériens et terrestres allemands pouvaient généralement vérifier les victoires allemandes de manière très précise.
| N°  | Date              | Heure    | Appareil       | Unité d'appartenance | Appareil ennemi  | Localisation                   | Notes |
| --- | ----------------- | -------- | -------------- | -------------------- | ---------------- | ------------------------------ | --- |
| 1   | 2 février 1916    | Inconnue | Fokker E.III   | KEK Vaux             | Voisin           | Chaulnes                       | Caporal Arthur Jacquin fait prisonnier, Sous-lieutenant Pierre Segaud, tué, |
| 2   | 5 février 1916    | Inconnue | Fokker E.III   | KEK Vaux             | B.E.2c           | Irles                          | Second lieutenant Leonard John Pearson fait prisonnier, Second lieutenant Edmund Heathfield Elliott Joe Alexander, blessé et fait prisonnier,                                                                 |
| 3   | 13 mars 1916      | Inconnue | Fokker E.III   | KEK Vaux             | B.E.2c           | Nord de Cambrai                | Second lieutenant Michael Amyss Julian Orde blessé et fait prisonnier |
| 4   | 1er avril 1916    | Inconnue | Fokker E.III   | KEK Vaux             | Farman           | Lihons                         | Sergent Louis Paoli et lieutenant Alfred Braut, tués, |
| 5   | 16 avril 1916     | Inconnue | Fokker E.III   | KEK Vaux             | B.E.2c           | Sud de Maurepas                | Second lieutenant William Sinclair Earle, tué, Second lieutenant Cuthbert William Prideaux Selby, blessé et fait prisonnier,                                                                                  |
| 6   | 24 août 1916      | Inconnue | Fokker E.III   | KEK Vaux             | Nieuport         | Péronne                        | Caporal Henri Dangueuger, tué, |
| 7   | 17 septembre 1916 | Inconnue | Inconnu        | Jasta 4              | Martinsyde G.100 | Cambrai                        | Lieutenant William Hugh Stobart Chance, fait prisonnier, |
| n/c | 19 septembre 1916 | Inconnue | Inconnu        | Jasta 4              | B.E.12           | Bapaume                        | Soit le sous-lieutenant Robert Douglas Herman, soit le sous-lieutenant Reginald Howard Edwards, tous deux faits prisonniers le même jour puis morts de leurs blessures,.                                      |
| n/c | 22 septembre 1916 | Inconnue | Inconnu        | Jasta 4              | B.E.12           | Bertincourt                    | |
| n/c | 24 septembre 1916 | Inconnue | Inconnu        | Jasta 4              | Nieuport         | Rancourt                       | |
| 8   | 26 septembre 1916 | 13 h 15  | Inconnu        | Jasta 4              | B.E.12           | Bertincourt                    | Lieutenant Bernard Tarrant Coller et sous-lieutenant Thomas Earle Gordon Scaife, tués, |
| 9   | 24 mars 1917      | Inconnue | Albatros D.III | Jasta 14             | Farman           | Aizy ou Vailly                 | Caporal Jean Peinaud et lieutenant Marcel Vernes, tués, |
| 10  | 6 avril 1917      | 13 h 15  | Albatros D.III | Jasta 14             | Caudron R.4      | Braye-en-Laonnois              | Sous-lieutenant Pierre Étienne Frédéric Desbordes, lieutenant Jacques Victor Alexandre Borgolta, soldat Alexandre Joseph Lebleu, tous trois portés disparus dans les registres de l'Aéronautique militaire ,. |
| 11  | 11 avril 1917     | 11 h 45  | Albatros D.III | Jasta 14             | SPAD             | Corbeny                        | Adjudant Albert Barioz,. |
| 12  | 14 avril 1917     | 12 h     | Albatros D.III | Jasta 14             | SPAD             | Bois de Beau Mavais            | Sous-lieutenant Antoine Arnoux de Maison-Rouge, blessé puis mort de ses blessures, sous-lieutenant Robert Levi, blessé,.                                                                                      |
| 13  | 21 août 1917      | 8 h 17   | Albatros D.III | Jasta 18             | Martinsyde G.100 | Dixmude                        | Lieutenant Cecil Barry, sous-lieutenant Frederick Ewan Baldwin Falkiner, tous deux tués,. |
| 14  | 4 septembre 1917  | 8 h 25   | Albatros D.III | Jasta 18             | R.E.8            | Nord d'Ypres                   | Sous-lieutenant Thomas Ernest Wray et sous-lieutenant Wilfred Stuart Lane Payne, tués,. |
| 15  | 4 septembre 1917  | 17 h     | Albatros D.III | Jasta 18             | R.E.8            | Nord d'Ypres                   | Sous-lieutenant G. N. Moore, blessé et lieutenant F. F. Munro, indemne. L'appareil est rentré en état de vol dans les lignes britanniques.                                                                    |
| 16  | 5 septembre 1917  | 15 h 28  | Albatros D.III | Jasta 18             | D.H.4            | Thielt                         | Lieutenant John William Fraser Neill et sous-lieutenant Thomas Milligan Webster faits prisonniers,. |
| 17  | 15 septembre 1917 | 14 h 10  | Albatros D.III | Jasta 18             | D.H.4            | Lac de Zillebeke               | Lieutenant Eric Edward Foster Loyd et lieutenant Thomas G. Deason, faits prisonniers,. |
| 18  | 16 septembre 1917 | 18 h 0   | Albatros D.III | Jasta 18             | R.E.8            | Ouest de Becelaere             | Sous-lieutenant Herbert Haslam et Lance corporal Alfred John Linay, tous deux tués,. |
| 19  | 16 septembre 1917 | 18 h 25  | Albatros D.III | Jasta 18             | R.E.8            | Zonnebeke                      | Sous-lieutenant Leslie Glendower Humphries tué et sous-lieutenant Frederick Laurie Steben blessé,. |
| 20  | 19 septembre 1917 | 10 h     | Albatros D.III | Jasta 18             | R.E.8            | Becelaere                      | Sous-lieutenant John Syers Walthew et lieutenant Michael Charles Hartnett, tous deux tués,. |
| 21  | 20 septembre 1917 | 11 h 30  | Albatros D.III | Jasta 18             | SPAD             | Est du lac de Zillebeke        | Sous-lieutenant William Oliver Cornish, tué,. |
| 22  | 21 septembre 1917 | 9 h 50   | Albatros D.III | Jasta 18             | SPAD             | Ouest de Menin                 | Sous-lieutenant Frederick William Kirby, tué,. |
| 23  | 22 septembre 1917 | 9 h      | Albatros D.III | Jasta 18             | Bristol F.2b     | Lac de Zillebeke               | Sous-lieutenant Elvis Albert Bell et sous-lieutenant Robert Emmett Nowell, tous deux tués,. |
| 24  | 25 septembre 1917 | 16 h 30  | Albatros D.III | Jasta 18             | SPAD             | Gheluvelt                      | Lieutenant Bernard Alexander Powers, tué,. |
| 25  | 26 septembre 1917 | 12 h     | Albatros D.III | Jasta 18             | Sopwith Camel    | Becelaere                      | Lieutenant Walter Harvey Russell Gould, tué,. |
| 26  | 28 septembre 1917 | 12 h 30  | Albatros D.III | Jasta 18             | D.H.5            | Hollebeke                      | Capitaine Alwayne Travers Loyd, tué. Loyd était un as titulaire de 6 victoires. |
| 27  | 30 septembre 1917 | 11 h 50  | Albatros D.III | Jasta 18             | Sopwith Pup      | Deûlémont                      | |
| 28  | 2 octobre 1917    | 13 h 30  | Albatros D.III | Jasta 18             | D.H.4            | Roulers                        | Sous-lieutenant Colin Geen Orr Mac Andrew et sous-lieutenant Leicester Philip Sidney, tous deux tués,. |
| 29  | 28 mai 1918       | 11 h 30  | Fokker D.VII   | JG II                | Nieuport 27      | Crouy, sud-est de Soissons     | |
| 30  | 29 mai 1918       | 18 h 30  | Fokker D.VII   | JG II                | SPAD XIII        | Sud de Soissons                | Sergent André Louis Maurice Gehin, porté disparu dans les registres de l'Aéronautique militaire ,. |
| 31  | 29 mai 1918       | 18 h 40  | Fokker D.VII   | JG II                | Bréguet 14       |                                | Maréchal des logis Tussing, porté disparu et lieutenant Camille Lemmery,. |
| 32  | 5 juin 1918       | Inconnue | Fokker D.VII   | JG II                | D.H.9            | Nord de Saint-Just-en-Chaussée | Capitaine Henry Turner et sous-lieutenant George Webb, tous deux tués,. |
| 33  | 11 juin 1918      | Inconnue | Fokker D.VII   | JG II                | Inconnu          |                                | |
| 34  | 12 juin 1918      | Inconnue | Fokker D.VII   | JG II                | SPAD             |                                | Caporal Jacques Monod, mort de ses blessures,. |
| 35  | 18 juin 1918      | 11 h 50  | Fokker D.VII   | JG II                | S.E.5a           | Villers-Bretonneux             | Lieutenant Peter Nielsen, tué,. |
| 36  | 18 juin 1918      | 11 h 55  | Fokker D.VII   | JG II                | S.E.5a           | Villers-Bretonneux             | Sous-lieutenant Robert Joss Fyfe, tué,. |
| 37  | 27 juin 1918      | 19 h 6   | Fokker D.VII   | JG II                | Bristol F.2b     | Villers-Bretonneux             | Lieutenant Edward Alec Foord et sergent Leonard James, tous deux tués,. |
| 38  | 19 juillet 1918   | Inconnue | Fokker D.VII   | JG II                | SPAD             | Proximité de Soissons          | Capitaine Henri Denis, tué. Son observateur, le lieutenant Chappius, réussit à faire atterrir l'appareil dans les lignes français et s'en sort indemne,.                                                      |
| 39  | 20 juillet 1918   | 19 h 5   | Fokker D.VII   | JG II                | SPAD             | Sud-est de Dormans             | |
| 40  | 1er août 1918     | 9 h 45   | Fokker D.VII   | JG II                | Arado            | Fère-en-Tardenois              | Lieutenant William P. Erwin indemne, lieutenant Earl B. Spencer, blessé,. |
| 41  | 9 août 1918       | 18 h     | Fokker D.VII   | JG II                | Sopwith          | Tricot                         | |
| 42  | 9 août 1918       | 18 h 30  | Fokker D.VII   | JG II                | Sopwith          | Beaucourt-en-Santerre          | |
| 43  | 10 août 1918      | 12 h 20  | Fokker D.VII   | JG II                | D.H.4            | Licourt                        | Lieutenant Peter Macfarlane,. |
| 44  | 10 août 1918      | 12 h 30  | Fokker D.VII   | JG II                | D.H.4            | Ablaincourt                    | Pilote et observateur faits prisonniers,. |